# Юнацька збірна Іраку з футболу (U-17)
Юнацька збірна Іраку з футболу (U-17) — національна футбольна збірна Іраку, що складається із гравців віком до 17 років. Керівництво командою здійснює Футбольна асоціація Іраку.
Головним континентальним турніром для команди є Юнацький кубок Азії, який з 2008 року розігрується серед команд з віковим обмеженням до 16 років, і успішний виступ на якому дозволяє отримати путівку на Чемпіонат світу (U-17). Також може брати участь у товариських і регіональних змаганнях.
Протягом 1980-х років брала участь у відбіркових турнірах на світову першість у форматі U-16.

## Виступи на міжнародних турнірах

### Юнацький чемпіонат світу (U-17)
| 1985   | не кваліфікувалася              | не кваліфікувалася | не кваліфікувалася | не кваліфікувалася | не кваліфікувалася | не кваліфікувалася | не кваліфікувалася | не кваліфікувалася | не кваліфікувалася | не кваліфікувалася | не кваліфікувалася | не кваліфікувалася | не кваліфікувалася | не кваліфікувалася |
| 1987   | не кваліфікувалася              | не кваліфікувалася | не кваліфікувалася | не кваліфікувалася | не кваліфікувалася | не кваліфікувалася | не кваліфікувалася | не кваліфікувалася | не кваліфікувалася | не кваліфікувалася | не кваліфікувалася | не кваліфікувалася | не кваліфікувалася | не кваліфікувалася |
| 1989   | не кваліфікувалася              | не кваліфікувалася | не кваліфікувалася | не кваліфікувалася | не кваліфікувалася | не кваліфікувалася | не кваліфікувалася | не кваліфікувалася | не кваліфікувалася | не кваліфікувалася | не кваліфікувалася | не кваліфікувалася | не кваліфікувалася | не кваліфікувалася |
| 1991   | не кваліфікувалася              | не кваліфікувалася | не кваліфікувалася | не кваліфікувалася | не кваліфікувалася | не кваліфікувалася | не кваліфікувалася | не кваліфікувалася | не кваліфікувалася | не кваліфікувалася | не кваліфікувалася | не кваліфікувалася | не кваліфікувалася | не кваліфікувалася |
| 1993   | не кваліфікувалася              | не кваліфікувалася | не кваліфікувалася | не кваліфікувалася | не кваліфікувалася | не кваліфікувалася | не кваліфікувалася | не кваліфікувалася | не кваліфікувалася | не кваліфікувалася | не кваліфікувалася | не кваліфікувалася | не кваліфікувалася | не кваліфікувалася |
| 1995   | не кваліфікувалася              | не кваліфікувалася | не кваліфікувалася | не кваліфікувалася | не кваліфікувалася | не кваліфікувалася | не кваліфікувалася | не кваліфікувалася | не кваліфікувалася | не кваліфікувалася | не кваліфікувалася | не кваліфікувалася | не кваліфікувалася | не кваліфікувалася |
| 1997   | не кваліфікувалася              | не кваліфікувалася | не кваліфікувалася | не кваліфікувалася | не кваліфікувалася | не кваліфікувалася | не кваліфікувалася | не кваліфікувалася | не кваліфікувалася | не кваліфікувалася | не кваліфікувалася | не кваліфікувалася | не кваліфікувалася | не кваліфікувалася |
| 1999   | не кваліфікувалася              | не кваліфікувалася | не кваліфікувалася | не кваліфікувалася | не кваліфікувалася | не кваліфікувалася | не кваліфікувалася | не кваліфікувалася | не кваліфікувалася | не кваліфікувалася | не кваліфікувалася | не кваліфікувалася | не кваліфікувалася | не кваліфікувалася |
| 2001   | не кваліфікувалася              | не кваліфікувалася | не кваліфікувалася | не кваліфікувалася | не кваліфікувалася | не кваліфікувалася | не кваліфікувалася | не кваліфікувалася | не кваліфікувалася | не кваліфікувалася | не кваліфікувалася | не кваліфікувалася | не кваліфікувалася | не кваліфікувалася |
| 2003   | не кваліфікувалася              | не кваліфікувалася | не кваліфікувалася | не кваліфікувалася | не кваліфікувалася | не кваліфікувалася | не кваліфікувалася | не кваліфікувалася | не кваліфікувалася | не кваліфікувалася | не кваліфікувалася | не кваліфікувалася | не кваліфікувалася | не кваліфікувалася |
| 2005   | не кваліфікувалася              | не кваліфікувалася | не кваліфікувалася | не кваліфікувалася | не кваліфікувалася | не кваліфікувалася | не кваліфікувалася | не кваліфікувалася | не кваліфікувалася | не кваліфікувалася | не кваліфікувалася | не кваліфікувалася | не кваліфікувалася | не кваліфікувалася |
| 2007   | не кваліфікувалася              | не кваліфікувалася | не кваліфікувалася | не кваліфікувалася | не кваліфікувалася | не кваліфікувалася | не кваліфікувалася | не кваліфікувалася | не кваліфікувалася | не кваліфікувалася | не кваліфікувалася | не кваліфікувалася | не кваліфікувалася | не кваліфікувалася |
| 2009   | не кваліфікувалася              | не кваліфікувалася | не кваліфікувалася | не кваліфікувалася | не кваліфікувалася | не кваліфікувалася | не кваліфікувалася | не кваліфікувалася | не кваліфікувалася | не кваліфікувалася | не кваліфікувалася | не кваліфікувалася | не кваліфікувалася | не кваліфікувалася |
| 2011   | не кваліфікувалася              | не кваліфікувалася | не кваліфікувалася | не кваліфікувалася | не кваліфікувалася | не кваліфікувалася | не кваліфікувалася | не кваліфікувалася | не кваліфікувалася | не кваліфікувалася | не кваліфікувалася | не кваліфікувалася | не кваліфікувалася | не кваліфікувалася |
| 2013   | груповий етап                   | 23-є               | 3                  | 0                  | 0                  | 3                  | 2                  | 12                 |                    |                    |                    |                    |                    |                    |
| 2015   | не кваліфікувалася              | не кваліфікувалася | не кваліфікувалася | не кваліфікувалася | не кваліфікувалася | не кваліфікувалася | не кваліфікувалася | не кваліфікувалася | не кваліфікувалася | не кваліфікувалася | не кваліфікувалася | не кваліфікувалася | не кваліфікувалася | не кваліфікувалася |
| 2017   | 1/8 фіналу                      | 13-е               | 4                  | 1                  | 1                  | 2                  | 5                  | 10                 |                    |                    |                    |                    |                    |                    |
| 2019   | не кваліфікувалася              | не кваліфікувалася | не кваліфікувалася | не кваліфікувалася | не кваліфікувалася | не кваліфікувалася | не кваліфікувалася | не кваліфікувалася | не кваліфікувалася | не кваліфікувалася | не кваліфікувалася | не кваліфікувалася | не кваліфікувалася | не кваліфікувалася |
| 2021   | не кваліфікувалася              | не кваліфікувалася | не кваліфікувалася | не кваліфікувалася | не кваліфікувалася | не кваліфікувалася | не кваліфікувалася | не кваліфікувалася | не кваліфікувалася | не кваліфікувалася | не кваліфікувалася | не кваліфікувалася | не кваліфікувалася | не кваліфікувалася |
| Усього | Найкращий результат: 1/8 фіналу | 2/19               | 7                  | 1                  | 1                  | 5                  | 7                  | 22                 |                    |                    |                    |                    |                    |                    |

### Юнацький кубок Азії з футболу
| Юнацький кубок Азії | Юнацький кубок Азії           | Юнацький кубок Азії    | Юнацький кубок Азії    | Юнацький кубок Азії    | Юнацький кубок Азії    | Юнацький кубок Азії    | Юнацький кубок Азії    | Юнацький кубок Азії |
| Господар / Рік      | Результат                     | І                      | В                      | Н                      | П                      | Г+                     | Г-                     |                     |
| ------------------- | ----------------------------- | ---------------------- | ---------------------- | ---------------------- | ---------------------- | ---------------------- | ---------------------- | ------------------- |
| 1985                | третє місце                   | 5                      | 3                      | 0                      | 3                      | 3                      | 2                      |                     |
| 1986                | не кваліфікувалася            | не кваліфікувалася     | не кваліфікувалася     | не кваліфікувалася     | не кваліфікувалася     | не кваліфікувалася     | не кваліфікувалася     |                     |
| 1988                | четверте місце                | 6                      | 2                      | 2                      | 2                      | 8                      | 6                      |                     |
| 1990                | відмовилися від участі        | відмовилися від участі | відмовилися від участі | відмовилися від участі | відмовилися від участі | відмовилися від участі | відмовилися від участі |                     |
| 1992                | відмовилися від участі        | відмовилися від участі | відмовилися від участі | відмовилися від участі | відмовилися від участі | відмовилися від участі | відмовилися від участі |                     |
| 1994                | груповий етап                 | 4                      | 1                      | 1                      | 2                      | 4                      | 7                      |                     |
| 1996                | відмовилися від участі        | відмовилися від участі | відмовилися від участі | відмовилися від участі | відмовилися від участі | відмовилися від участі | відмовилися від участі |                     |
| 1998                | груповий етап                 | 4                      | 2                      | 0                      | 2                      | 9                      | 4                      |                     |
| 2000                | не кваліфікувалася            | не кваліфікувалася     | не кваліфікувалася     | не кваліфікувалася     | не кваліфікувалася     | не кваліфікувалася     | не кваліфікувалася     |                     |
| 2002                | не кваліфікувалася            | не кваліфікувалася     | не кваліфікувалася     | не кваліфікувалася     | не кваліфікувалася     | не кваліфікувалася     | не кваліфікувалася     |                     |
| 2004                | чвертьфінали                  | 4                      | 2                      | 0                      | 2                      | 7                      | 6                      |                     |
| 2006                | груповий етап                 | 3                      | 0                      | 2                      | 1                      | 1                      | 2                      |                     |
| 2008                | не кваліфікувалася            | не кваліфікувалася     | не кваліфікувалася     | не кваліфікувалася     | не кваліфікувалася     | не кваліфікувалася     | не кваліфікувалася     |                     |
| 2010                | чвертьфінали                  | 4                      | 2                      | 0                      | 2                      | 7                      | 5                      |                     |
| 2012                | півфінали                     | 5                      | 3                      | 1                      | 1                      | 8                      | 7                      |                     |
| 2014                | не кваліфікувалася            | не кваліфікувалася     | не кваліфікувалася     | не кваліфікувалася     | не кваліфікувалася     | не кваліфікувалася     | не кваліфікувалася     |                     |
| 2016                | переможець                    | 6                      | 3                      | 3                      | 0                      | 10                     | 5                      |                     |
| 2018                | груповий етап                 | 3                      | 1                      | 0                      | 2                      | 3                      | 5                      |                     |
| 2020                | не кваліфікувалася            | не кваліфікувалася     | не кваліфікувалася     | не кваліфікувалася     | не кваліфікувалася     | не кваліфікувалася     | не кваліфікувалася     |                     |
| Усього              | Найкращий результат: чемпіони | 44                     | 19                     | 9                      | 17                     | 60                     | 49                     |                     |

### Юнацький чемпіонат ФФЗА
| Юнацький чемпіонат ФФЗА | Юнацький чемпіонат ФФЗА       | Юнацький чемпіонат ФФЗА | Юнацький чемпіонат ФФЗА | Юнацький чемпіонат ФФЗА | Юнацький чемпіонат ФФЗА | Юнацький чемпіонат ФФЗА | Юнацький чемпіонат ФФЗА | Юнацький чемпіонат ФФЗА |
| Рік                     | Результат                     | І                       | В                       | Н                       | П                       | Г+                      | Г-                      |                         |
| ----------------------- | ----------------------------- | ----------------------- | ----------------------- | ----------------------- | ----------------------- | ----------------------- | ----------------------- | ----------------------- |
| 2005                    | третє місце                   | 4                       | 2                       | 1                       | 1                       | 14                      | 2                       |                         |
| 2007                    | четверте місце                | 4                       | 1                       | 1                       | 2                       | 7                       | 6                       |                         |
| 2009                    | третє місце                   | 4                       | 3                       | 0                       | 1                       | 15                      | 6                       |                         |
| 2013                    | переможець                    | 3                       | 2                       | 1                       | 0                       | 10                      | 2                       |                         |
| 2015                    | переможець                    | 4                       | 4                       | 0                       | 0                       | 12                      | 1                       |                         |
| 2018                    | 5-е місце                     | 4                       | 0                       | 0                       | 4                       | 2                       | 13                      |                         |
| 2019                    | четверте місце                | 4                       | 1                       | 2                       | 1                       | 3                       | 2                       |                         |
| Усього                  | Найкращий результат: чемпіони | 27                      | 13                      | 4                       | 9                       | 63                      | 32                      |                         |

### Юнацький Арабський кубок
| Юнацький Арабський кубок | Юнацький Арабський кубок      | Юнацький Арабський кубок | Юнацький Арабський кубок | Юнацький Арабський кубок | Юнацький Арабський кубок | Юнацький Арабський кубок | Юнацький Арабський кубок | Юнацький Арабський кубок |
| Рік                      | Результат                     | І                        | В                        | Н                        | П                        | Г+                       | Г-                       |                          |
| ------------------------ | ----------------------------- | ------------------------ | ------------------------ | ------------------------ | ------------------------ | ------------------------ | ------------------------ | ------------------------ |
| 2012                     | віце-чемпіон                  | 4                        | 3                        | 0                        | 1                        | 14                       | 5                        |                          |
| 2014                     | переможець                    | 5                        | 4                        | 1                        | 0                        | 10                       | 1                        |                          |
| Усього                   | Найкращий результат: чемпіони | 9                        | 7                        | 1                        | 1                        | 24                       | 6                        |                          |